# Karine Reuter
Karine Reuter (* 25. August 1969) ist eine luxemburgische Notarin und Fernsehmoderatorin.

## Leben und Karriere
Karine Reuter absolvierte ihre Schullaufbahn im Lycée des Garçons in Esch-Alzette und machte dort ihr Abitur (filière classique). Danach folgte ein Studium an der Universität Straßburg.
Reuter erhielt 1997 ihre Zulassung zum Barreau de Luxembourg. Sie arbeitete unter anderem für die Kanzleien Stoffel sowie Reding und eröffnete später ihre eigene Kanzlei, die sie jedoch aufgab, als sie 1997 als Richterin in Diekirch ernannt wurde. Im Jahre 2005 wurde sie zur Première Juge in Luxemburg ernannt. 2007 beendete sie ihre Richterkarriere, um einer Nennung als Notarin von Redange zu folgen. Sie trägt jedoch weiterhin den Titel „Premier Juge Honoraire“. Seit 2015 ist Karine Reuter in Luxemburg-Stadt als Notarin ansässig.
Reuter ist bekannt geworden durch die Sendung Von Fall zu Fall auf dem luxemburgischen Fernsehkanal .dok, in der sie ihre Erfahrungen als Juristin benutzt, um juristische Probleme zu lösen und komplexe juristische Regeln allgemeinverständlich zu erklären.
Durch ihren Mann Roy Reding kam auch sie in die Politik und kandidierte bei den Nationalwahlen 2009 für den Bezirk Norden und 2013 für den Bezirk Zentrum auf der Liste der Alternativ Demokratesch Reformpartei. 2013 gelang es ihr, sich als Dritte auf der ADR-Liste hinter dem Spitzenkandidatenduo zu behaupten.
Neben ihrer beruflichen und politischen Karriere engagiert Reuter sich auch ehrenamtlich. Sie ist Vorsitzende der Wohltätigkeitsorganisation Hadassah in Luxemburg und ein Mitglied des Komitees der Freunde Koreas (Les amis de la corée Luxembourg a.s.b.l).
Seit 2016 ist sie Präsidentin des Fußball-Erstligavereins RFC Union Luxemburg.